# Усадьба семьи Ралли
Усадьба семьи Ралли — дворянская усадьба начала XIX века, построенная богатым греком Замфиром Ралли в селе Долна (ныне Страшенского района Молдавии). Известна тем, что эти места посетил в 1821 году Александр Сергеевич Пушкин (между 28 июля и 20 августа, во время своего пребывания в Бессарабии).

Поместье Ралли, принадлежавшее в первой половине XX века Замфиру Арборе-Ралли, было после присоединения Бессарабии к СССР национализировано и открыто для посещений в день рождения Пушкина, 6 июня 1949 года. С 1964 года стало филиалом дома-музея А. С. Пушкина в Кишинёве. В конце советского периода сюда съезжалось до 150 тысяч туристов в год, для размещения которых был развёрнут палаточный городок. 

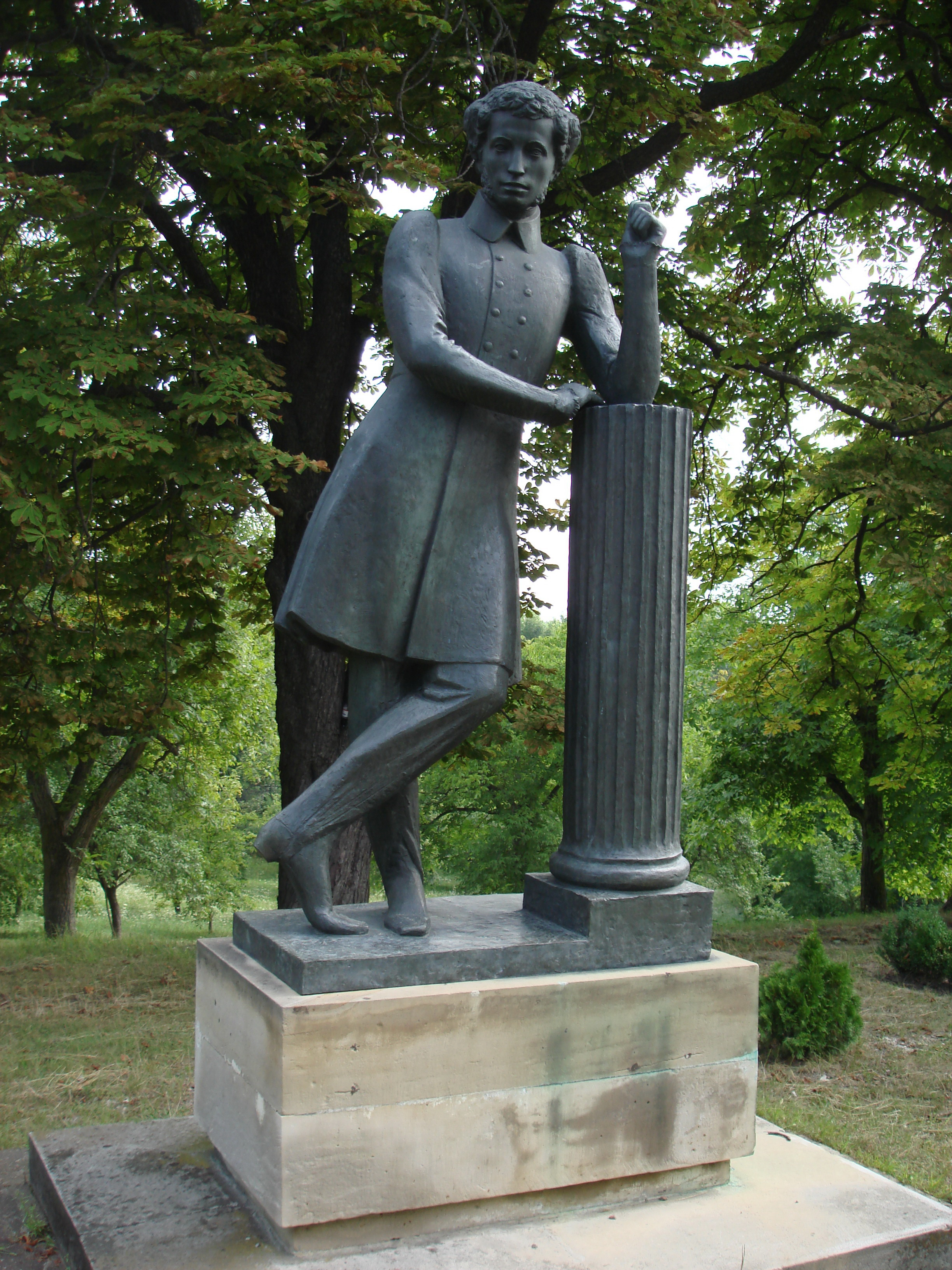
Памятник Пушкину

После распада СССР усадьба была закрыта на реконструкцию и фактически заброшена. В 2002 году по инициативе президента Молдавии и при финансовой поддержке компании «Лукойл» поместье было капитально отремонтировано.
Выставка, открытая сейчас в усадьбе семейства Ралли, составлена из фондов коллекций дома-музея Пушкина. Экспонаты были собраны музеем на протяжении более чем полувека. Это подлинные материалы XVIII, XIX и XX веков. Ежегодно в день рождения поэта здесь проводятся республиканские праздники пушкинской поэзии.
Вокруг усадьбы расстилается парк, где установлен памятник поэту работы Олега Комова. В Кодрах рядом с Долной расположены «Источник Земфиры» и «Поляна Земфиры», где Пушкин некоторое время жил в цыганском таборе, что вдохновило его на создание поэмы «Цыганы».